# Jacamar à tête pâle
Brachygalba goeringi
Espèce
Statut de conservation UICN

 LC  : Préoccupation mineure
Le Jacamar à tête pâle (Brachygalba goeringi) est une espèce d'oiseaux de la famille des galbulidés (ou Galbulidae).